# Zestaw EDC
Zestaw EDC (ang. everyday carry – nosić codziennie) – zbiór niedużej liczby przedmiotów przystosowany do noszenia przy sobie poza domem. Mają one pomóc zarówno w codziennych czynnościach, ale także w sytuacjach kryzysowych. Dobór przedmiotów zależy od indywidualnych potrzeb i możliwych zagrożeń posiadacza. Głównymi założeniami są: minimalizacja masy i gabarytów (większość przedmiotów mieści się w kieszeniach) oraz maksymalizacja funkcjonalności przy jednoczesnym niepowielaniu przedmiotów w EDC.

## Przykładowe przedmioty
- telefon komórkowy;
- zegarek;
- klucze do domu[9];
- portfel[10];
- Dokumenty;
- nóż, scyzoryk, multitool;
- latarka;
- długopis, notatnik[11];
- chusteczki higieniczne;
- pamięć USB;
- ładowarka do telefonu;

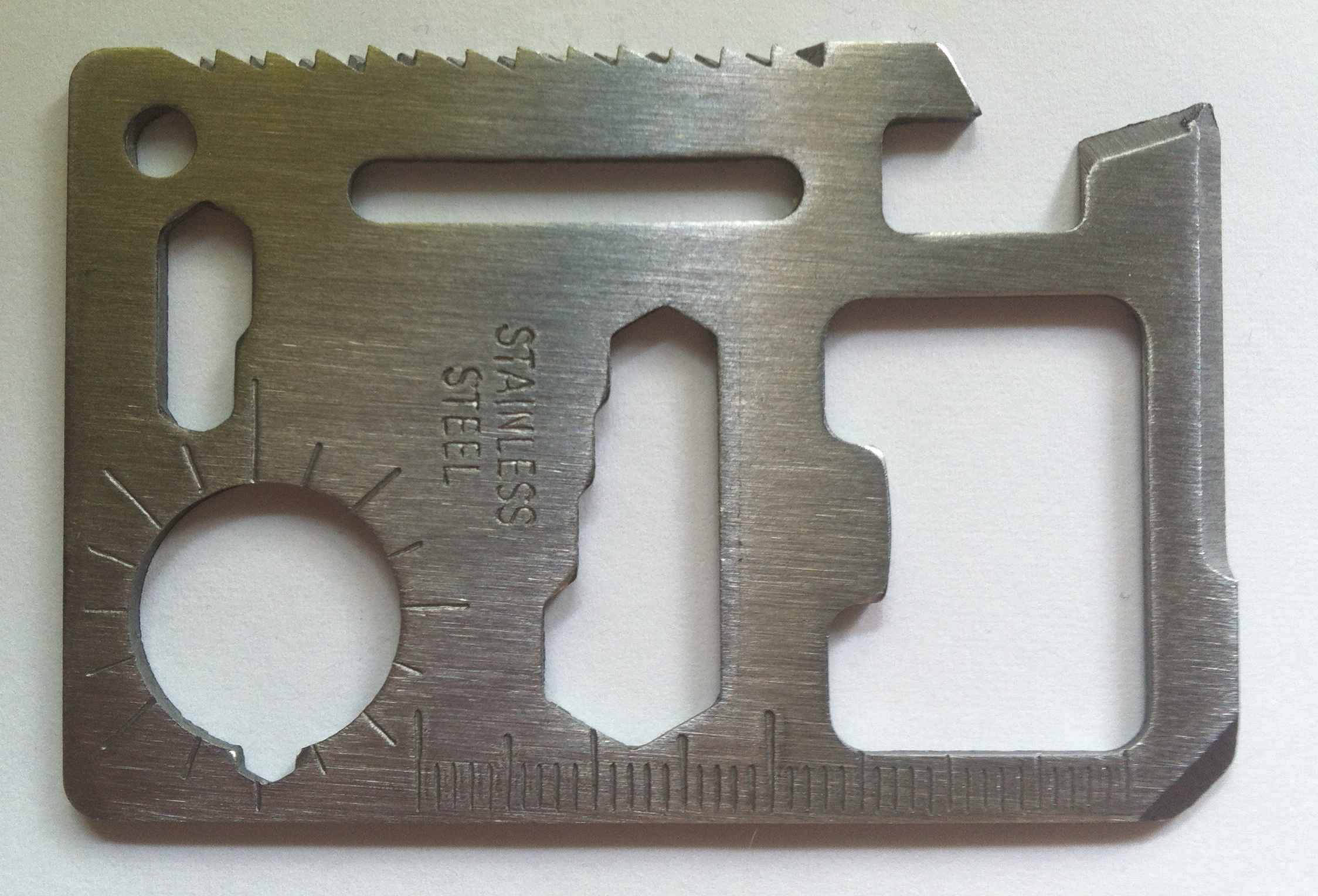
Karta survivalowa, przykład wielofunkcyjnego narzędzia przeznaczonego do noszenia w portfelu

- Źródło ognia – zapałki, zapalniczka;
- linka lub paracord;
- kompas;
- mały zestaw pierwszej pomocy, plastry, leki;
- akcesoria do samoobrony – gaz pieprzowy, paralizator[2][12].